# HD 81817
Désignations
HD 81817 est une possible étoile binaire de la constellation boréale du Dragon, située à approximativement 990 années-lumière de la Terre. Elle est visible à l'œil nu avec une magnitude apparente de 4,29. Sa composante visible est une étoile géante et elle pourrait être accompagnée d'une naine blanche qui n'a toutefois pas été confirmée. Deux naines brunes ont par la suite été découvertes en orbite.

## Environnement stellaire
D'après la mesure de sa parallaxe annuelle par le satellite Hipparcos, le système est situé à approximativement ∼ 990 a.l. (∼ 304 pc) de la Terre et il s'en rapproche à une vitesse radiale héliocentrique de −7 km/s. Il est membre du groupe mouvant d'IC 2391.

## Propriétés
La composante visible du système de HD 81817 est une étoile géante rouge de type spectral K3III. Sa chromosphère est dite « hybride », montrant un vent stellaire froid combiné à des raies en émission chaudes. Elle apparaît être la source de rayons X détectés dans le système. L'étoile est âgée d'environ 150 millions d'années et elle est 4,3 fois plus massive que le Soleil. Son rayon est environ 84 fois plus grand que le rayon solaire, elle est 1 823 fois plus lumineuse que le Soleil et sa température de surface est de 4 140 K.

## Compagnons
Un possible compagnon de HD 81817 a été découvert en 1984 en analysant son spectre ultraviolet. La distribution du flux en ultraviolet lointain correspond en effet à celle d'une naine blanche de classe DA. Une analyse de 2020 de la vitesse radiale du système n'a pas été en mesure de détecter cette naine blanche, mais des variations de la vitesse radiale ont par contre montré la présence d'un compagnon substellaire désigné HD 81817 b, probablement une naine brune. Elle aurait une masse minimale de 27,1 MJ et orbiterait à 3,3 ua de son étoile hôte selon une périodede 1 047,1 jours et avec une excentricité de 0,17.
L'astrométrie issue de Gaia DR2 suggère également la présence d'un compagnon d'une masse d'environ 124 MJ (mais avec une grande marge d'erreur) à 2,67 ua, cohérent avec la détection par la méthode des vitesses radiales. Si cette estimation se vérifiait, l'objet serait peut-être une étoile de faible masse, une naine rouge. De nouvelles observations publiées en 2022 et combinant la méthode des vitesses radiales avec des données astrométriques sur une plus longue période temporelle ont confirmé que HD 81817 b est bel et bien une naine brune. Ces observations ont également permis de détecter une seconde naine brune orbitant plus près de l'étoile, HD 81817 c.
| Planète    | Masse                    | Demi-grand axe (ua) | Période orbitale (annums) | Excentricité       | Inclinaison            | Rayon |
| ---------- | ------------------------ | ------------------- | ------------------------- | ------------------ | ---------------------- | ----- |
| HD 81817 c | ≥ 22,609+1,859 −1,876 MJ | 2,325+0,087 −0,095  | 1,706 ± 0,006             | 0,095+0,058 −0,044 |                        |       |
| HD 81817 b | 24,128+9,747 −0,691 MJ   | 3,233+0,125 −0,131  | 2,796+0,037 −0,027        | 0,097+0,090 −0,057 | 95,594+29,637 −35,307° |       |